# Государственная граница. Год сорок первый
«Государственная граница. Год сорок первый» — советский цветной телевизионный художественный фильм, поставленный на киностудии «Беларусьфильм» в 1985 году режиссёром Вячеславом Никифоровым. Пятый фильм телевизионного сериала «Государственная граница».
По заказу Гостелерадио СССР.
Премьера фильма в СССР состоялась 28 мая 1986 года.

## Сюжет
Июнь 1941 года. Пограничники заставы под командованием лейтенанта Сушенцова несут службу на участке советской государственной границы, соприкасающейся с польской территорией, занятой войсками нацистской Германии, в условиях постоянных провокаций с противоположной стороны. Истекают последние мирные дни. Сушенцов, несмотря на приказ командования не ввязываться в мелкие конфликты, отвечает на провокацию врага огнём.
Снять с должности его не успевают. 22—25 июня 1941 года. Начинается война. Первый удар немецкой армии принимают на себя советские пограничники. За 3 дня погибла почти вся застава — 86 из 88 пограничников — почти все, но ценой своей жизни на несколько часов на своём участке задерживают врага.

## В главных ролях
- Арчил Гомиашвили — Сталин
- Герберт Дмитриев — генерал-лейтенант Масленников (озвучил Анатолий Котенёв)
- Владимир Ткаченко — генерал-лейтенант Голиков (озвучил Алексей Булдаков)
- Дмитрий Матвеев — начальник погранзаставы лейтенант Илья Петрович Сушенцов
- Евгений Леонов-Гладышев — младший политрук погранзаставы Виктор Белов
- Семён Морозов — старшина погранзаставы Павло Левада
- Геннадий Корольков — начальник погранотряда подполковник Свиридов
- Александр Тимошкин — Карпухин
- Андрей Смоляков — сержант Николай Гриневич
- Вера Сотникова — Ирина, жена лейтенанта Сушенцова
- Марина Левтова — Ольга, жена политрука Белова
- Лидия Ежевская — Зося

## В ролях
- Александр Аржиловский — полковник Иван Петрович Коротков
- Виктор Костецкий — Бюхнер, немецкий диверсант
- Алексей Булдаков — морально неустойчивый боец
- Юрий Ступаков — генерал-майор Вихров
- Геннадий Гарбук — Антось
- Александр Лабуш — Макашин
- Фёдор Шмаков — Деркун

## Съёмочная группа
- Автор сценария — Олег Смирнов
- Постановка — Вячеслава Никифорова
- Оператор-постановщик — Игорь Ремишевский
- Композиторы — Владимир Давыденко, Игорь Зубков

## Производство
Большая часть фильма снималась в 86-м (бывшем 17-м) Брестском пограничном отряде Западного пограничного округа КГБ СССР летом 1985 года.
В качестве натуры использовался старый комплекс 14-й пограничной заставы 86-го ПОГО постройки 1950-х. Была к тому времени построена новая застава, командование погранокруга разрешило отдать старую заставу «на растерзание» съемочной группе.
Для съёмок как для массовки, так и для оборудования съёмочной площадки привлекли все резервы пограничного отряда: учебные заставы, мотоманевренную группу, инженерно-сапёрную роту, роту связи и минометную батарею.
Сцены у реки снимались на Бугском канале за пределами пограничной зоны.
Игорь Василюк и Паша Радчук, игравшие сыновей политрука Белова, были детьми офицеров 86-го погранотряда.